# Like the wind
Like the wind is een nummer van Vanessa Chinitor. Het was tevens het nummer waarmee ze België vertegenwoordigde op het Eurovisiesongfestival 1999 in de Israëlische stad Jeruzalem. Daar werd ze uiteindelijk twaalfde, met 38 punten. Het was het eerste Engelstalige lied sinds 1977 voor België. Toen werd Dream Express zevende met A million in one, two, three.

## Resultaat
| Plaats | Land                | Artiest          | Titel                      | Punten |
| ------ | ------------------- | ---------------- | -------------------------- | ------ |
| 11     | Slovenië            | Darja Švajger    | For a thousand years       | 50     |
| 12     | België              | Vanessa Chinitor | Like the wind              | 38     |
| 12     | Verenigd Koninkrijk | Uni Precious     | Say it again               | 38     |
| 14     | Noorwegen           | Stig Van Eijk    | Living my life without you | 35     |